# Lovers' Vows
Serments d'amoureux

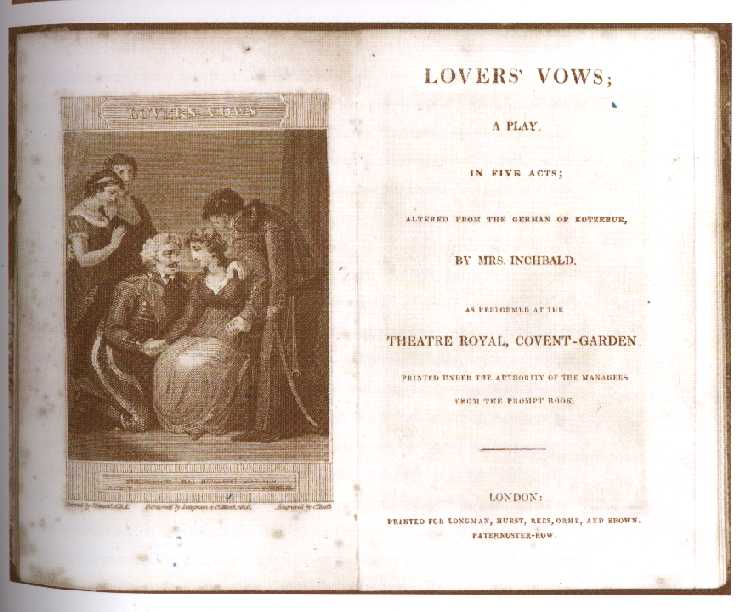
Page de titre de Lovers' Vows, d'Elizabeth Inchbald (Londres, Longman, Hurst, Rees, Orme, et Brown, 1796).

Lovers' Vows (littéralement : Serments d'amoureux) est une pièce de théâtre d'Elizabeth Inchbald écrite en 1798, sans doute surtout connue pour le rôle donné à cette pièce dans le roman de Jane Austen, Mansfield Park (1814). La pièce est une des diverses adaptations (quatre au minimum) de Das Kind der Liebe (L'Enfant de l'amour, c'est-à-dire ici « fils naturel »), pièce d'August von Kotzebue de 1780. Toutes ces adaptations ont été publiées entre 1798 et 1800, mais la version d'Elizabeth Inchbald est la seule à avoir été jouée. 
Traitant comme elle le fait de relations sexuelles hors mariage et d'une naissance illégitime, Elizabeth Inchbald se déclare, dans la préface de la version publiée, avoir été très sensible au besoin d'adapter le texte allemand original à destination « d'un public anglais. » Elle laisse cependant la pièce avoir l'Allemagne pour cadre. 
La pièce est tout d'abord représentée à Covent Garden, le mardi 11 octobre 1798, et est un succès immédiat : elle est jouée pendant quarante-deux soirées, « en faisant d'assez loin la création la plus couronnée de succès de cette saison », avant de poursuivre ses représentations à Bristol, Newcastle, Bath et diverses autres villes. La pièce rencontre également le succès en tant qu'œuvre publiée, même si elle soulève une certaine controverse du fait de son ambiguïté morale. Anne Plumptre, qui a traduit la pièce de Kotzebue sous le titre Le Fils naturel (The Natural Son), écrit alors (de façon pas forcément entièrement désintéressée, car le succès de l'adaptation d'Elizabeth Inchbald lui interdit de mettre en scène la traduction qu'elle vient de faire), qu'Elizabeth Inchbald a transformé le personnage d'Amelia en une sorte « de garçon manqué campagnarde effrontée » (a « forward country hoyden »).

## Distribution originale

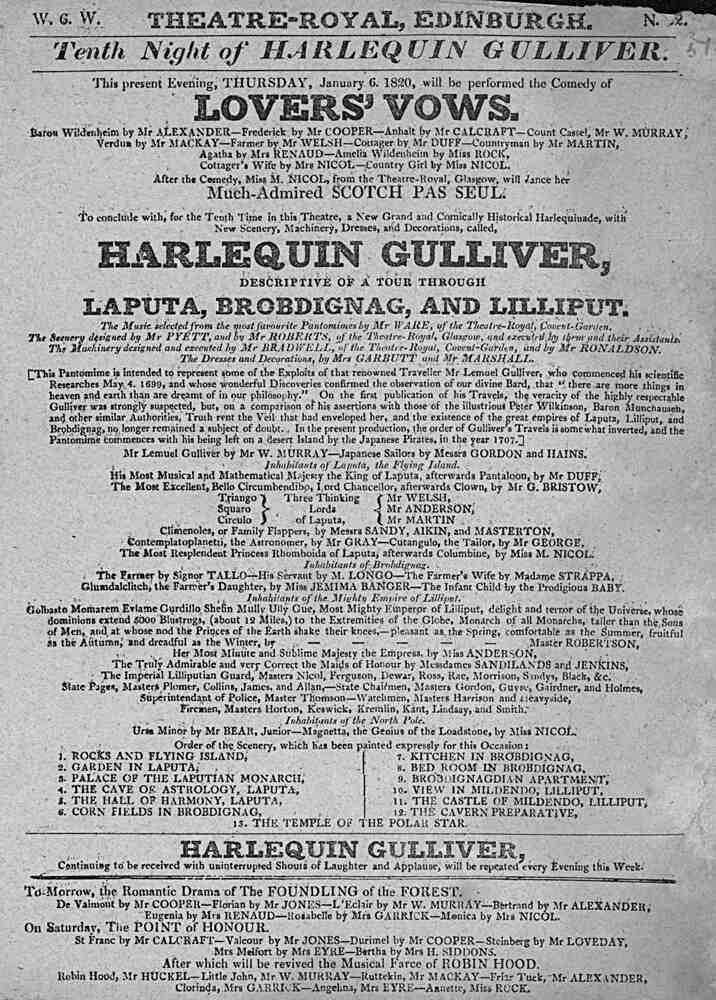
Programme d'une représentation de Lovers' Vows au théâtre royal d'Édimbourg, en 1820

(telle qu'elle figure dans la version publiée)
- Baron Wildenhaim : Mr. Murray
- Comte Cassel : Mr. Knight
- Anhalt : Mr. H. Johnston
- Frederick : Mr. Pope
- Verdun, le majordome : Mr. Munden
- Propriétaire : Mr. Thompson
- Villageois (Cottager) : Mr. Davenport
- Fermier : Mr. Rees
- Campagnard : Mr. Dyke
- Chasseurs, serviteurs, etc.
- Agatha Friburg : Mrs. Johnson
- Amelia Wildenhaim : Mrs. H. Johnston
- Femme du villageois : Mrs. Davenport

## Résumé

### Acte I
La pièce commence  quand Agatha est expulsée d'une auberge, lorsqu'elle tombe à court d'argent. Trop fière pour mendier, elle est désespérée. Frederick entre alors, la voit et lui offre de l'argent, même si cela implique pour lui qu'il ne pourra pas payer pour son propre déjeuner. Elle reconnait en lui son fils, parti comme soldat pendant cinq ans. Il est revenu chercher son certificat de naissance, qui lui est nécessaire pour trouver un emploi. Hagarde, Agatha lui explique qu'il n'y a pas de certificat : elle a en effet été séduite à l'âge de 17 ans par le baron Wildenhaim, après que celui-ci lui a promis le mariage. En dépit de sa grossesse, le baron a rompu sa promesse et épousé une autre femme, plus riche, et Agatha, chassée de sa maison, a éprouvé les plus grandes difficultés à trouver de quoi survivre et élever son fils. Frederick, consterné par ce qu'il apprend, consterné aussi de trouver sa mère dans une telle misère, fait en sorte qu'elle trouve refuge auprès de quelques villageois charitables.

### Acte II
À l'acte II, Frederick s'en va, avec l'intention de mendier. Ignorant le lien qui l'unit à elle, les villageois donnent à Agatha les dernières nouvelles concernant le baron Wildenhaim, veuf aujourd'hui, et père d'une fille, prénommée Amelia. Agatha tombe évanouie. 
Pendant ce temps, réticent à contrecarrer l'inclination de sa fille comme la sienne propre l'avait été, le baron cherche à déterminer si celle-ci aime  le comte Cassel, un bellâtre plein d'affectation. Le public se rend aussitôt compte qu'elle est en réalité amoureuse d'Anhalt, un pauvre clergyman, d'un amour payé de retour. Il est également patent que le baron regrette les mauvaises actions de sa jeunesse, et s'est efforcé, mais en vain, de faire amende honorable.

### Acte III
Frederick, désespéré du peu de succès de la mendicité à laquelle il s'est livré, essaie de voler le baron et le comte alors qu'ils s'en vont chasser, ignorant qui ils sont. Il est arrêté. 
À la demande du baron, Anhalt vient parler du sujet du mariage à Amelia ; mais elle lui confesse alors son amour pour lui, et l'amène à avouer le sien. Ils sont interrompus par Verdun, un majordome féru de versification, qui apporte la nouvelle de l'attaque à laquelle s'est livré Frederick sur le baron. Celui-ci entre alors, et Amelia plaide pour la vie de ce jeune homme inconnu ; mais le baron se montre inflexible, soutenant qu'un exemple doit être fait.

### Acte IV
Amelia apporte de la nourriture à Frederick, qui découvre alors à qui il s'en est pris. Il demande à rencontrer le baron en tête-à-tête. 
Amelia révèle à son père ce qu'elle vient d'apprendre de Verdun, concernant les mœurs dissolues du comte. Le baron provoque alors une confrontation avec le comte, qui lui répond être un homme du monde, en rappelant au baron que bien des hommes ne se sont pas comportés différemment de lui-même. Confus et embarrassé, le baron le congédie ; Amelia entre alors à son tour et révèle son amour pour Anhalt. Ils sont alors interrompus par celui-ci, qui vient dire au baron que Frederick est dans la pièce d'à côté, et sollicite un entretien privé. Frederick révèle au baron leur lien de parenté, et s'en va. Le baron accuse le coup de cette nouvelle révélation.  

### Acte V
Anhalt se rend auprès d'Agatha dans son cottage, et lui fait part de quelques circonstances qui sont de nature à atténuer le caractère coupable de la conduite du baron autrefois. 
Frederick, puis Anhalt, soulignent tous deux au baron qu'il est de son devoir d'épouser Agatha. Après quelques hésitations liées à leur différence de condition, le baron accepte ; en témoignage de gratitude pour son avis, il accorde à Anhalt la main d'Amelia, en dépit du manque de biens de ce dernier. Agatha entre alors, et c'est une réconciliation générale.

## Lovers' Vowsdans le roman de Jane Austen
Dans Mansfield Park, Lovers' Vows est la pièce retenue pour les theatricals, les représentations théâtrales privées que Tom Bertram et ses sœurs souhaitent jouer, tout comme Mary et Henry Crawford. Cependant, Edmund Bertram et Fanny Price désapprouvent ce choix, qui leur parait tout à fait inapproprié du fait du caractère scabreux du sujet de la pièce. 
La distribution des rôles est la suivante :
- Baron Wildenhaim : Mr Yates, qui rêve depuis longtemps du rôle, sommet de son ambition théâtrale[6].
- Comte Cassel : Mr Rushworth (fiancé de Maria Bertram), qui préfère ce rôle de personnage noble à celui de Anhalt[7].
- Anhalt : Edmund Bertram (lui-même clergyman, ce qui fait de lui un choix naturel, selon Mary Crawford), non sans hésitations[8].
- Frederick : Henry Crawford.
- Agatha : Maria Bertram[9].
- Verdun, le majordome : Tom Bertram[9].
- Amelia : Mary Crawford[10], après que Julia Bertram a refusé le rôle, faute d'avoir celui d'Agatha.
- Villageois : Tom Bertram[11].
- Femme du villageois : rôle refusé par Fanny Price[12], et finalement accepté par Mrs Grant[13].

La mise en parallèle du roman et de la pièce permet de clarifier certains enjeux du roman. Ainsi Fanny est-elle particulièrement intéressée par l'acte III, car : 

« [...] Le troisième acte amènerait une scène entre eux deux [Edmund Bertram et Mary Crawford] qui l'intéressait au plus haut point, et qu'elle désirait et redoutait à la fois de voir comment ils la joueraient.
 [...] the third act would bring a scene between them which interested her most particularly, and which she was longing and dreading to see how they would perform. »

— Jane Austen, Mansfield Park, chapitre XVIII.
Il s'agit en effet de la scène au cours de laquelle Amelia et Anhalt s'avouent leur amour.
De même, l'importance des scènes entre Frederick et Agatha explique le dépit de Julia Bertram de devoir concéder le rôle d'Agatha à sa sœur Maria, alors que c'est Henry Crawford (dont elle aimerait bien qu'il s'intéresse plus à elle) qui tient le rôle de Frederick. Et ceci d'autant plus que Maria et Henry mettent beaucoup de cœur à travailler ensemble leurs rôles respectifs (the theater is engaged of course by those indefatigable rehearsers, Agatha and Frederick, « le théâtre est bien sûr réservé par nos deux infatigables travailleurs, Agatha et Frederick », comme le dit Mary Crawford à Fanny).